# Gobo

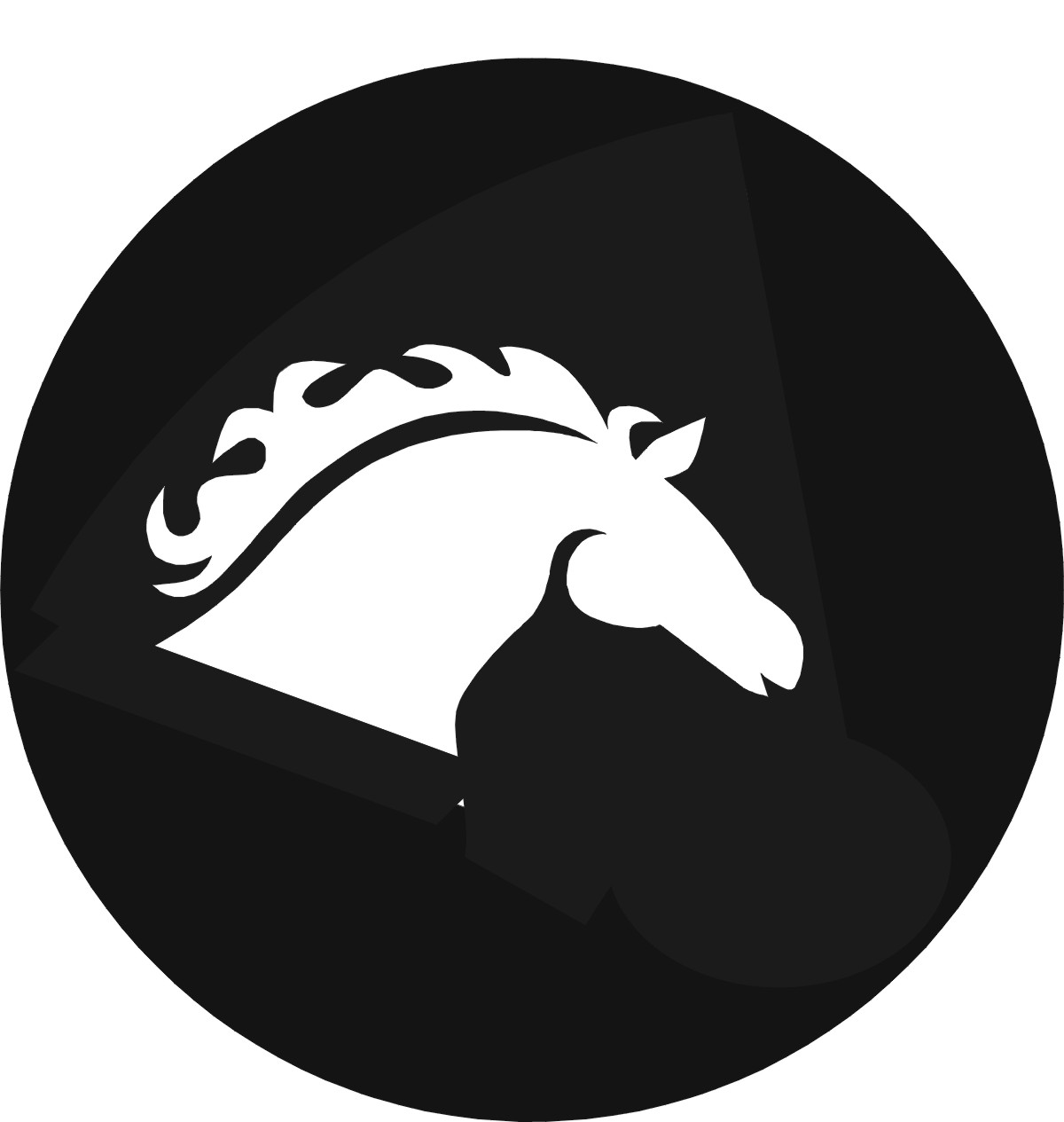
Gobo föreställande ett hästhuvud i profil.

Gobo är en plåt som bearbetats för att släppa igenom ljus för att bilda en figur eller ett mönster där strålkastaren i vilken den placerats träffar en yta. För att gobon skall bli skarp måste den placeras i brännpunkten och därför måste den även vara temperaturtålig. Den kan liknas vid en bild som sätts in i en diaprojektor. En förkortning av 'go between'.[källa behövs]
Numera tillverkas många gobos i glas som möjliggör mera avancerade mönster eller färg / gråskalebilder. Många motoriserade profilstrålkastare är numera utrustade med gobos och på de flesta är det möjligt att byta ut standard gobos mot så kallade custom gobos. 
Så kallade DigiGobos är en utveckling där videoprojektor (eller LED-källa) används. Detta gör att gobon kan bli rörlig och bestå av filmmaterial eller annan design.